# 신증후군
신증후군(腎症候群, 영어: nephrotic syndrome) 또는 콩팥증후군은 인체 기관인 신장의 기능 부전으로 발생하는 증후군이다. 사구체 모세혈관의 투과율이 비정상적으로 증가하여 단백질이 소변으로 배출되는 단백뇨 현상이 나타나고, 이로 인해 혈청 알부민이 감소되어 부종을 초래한다. 직접적인 사구체 손상으로 인해 발생한 신증후군을 '일차성 신증후군'이라 하며, 그 외 당뇨병과 같이 전신적인 병증에 의해 사구체의 기능이 저하되어 발생하는 경우를 '이차성 신증후군'으로 분류한다.